# Nierengurt

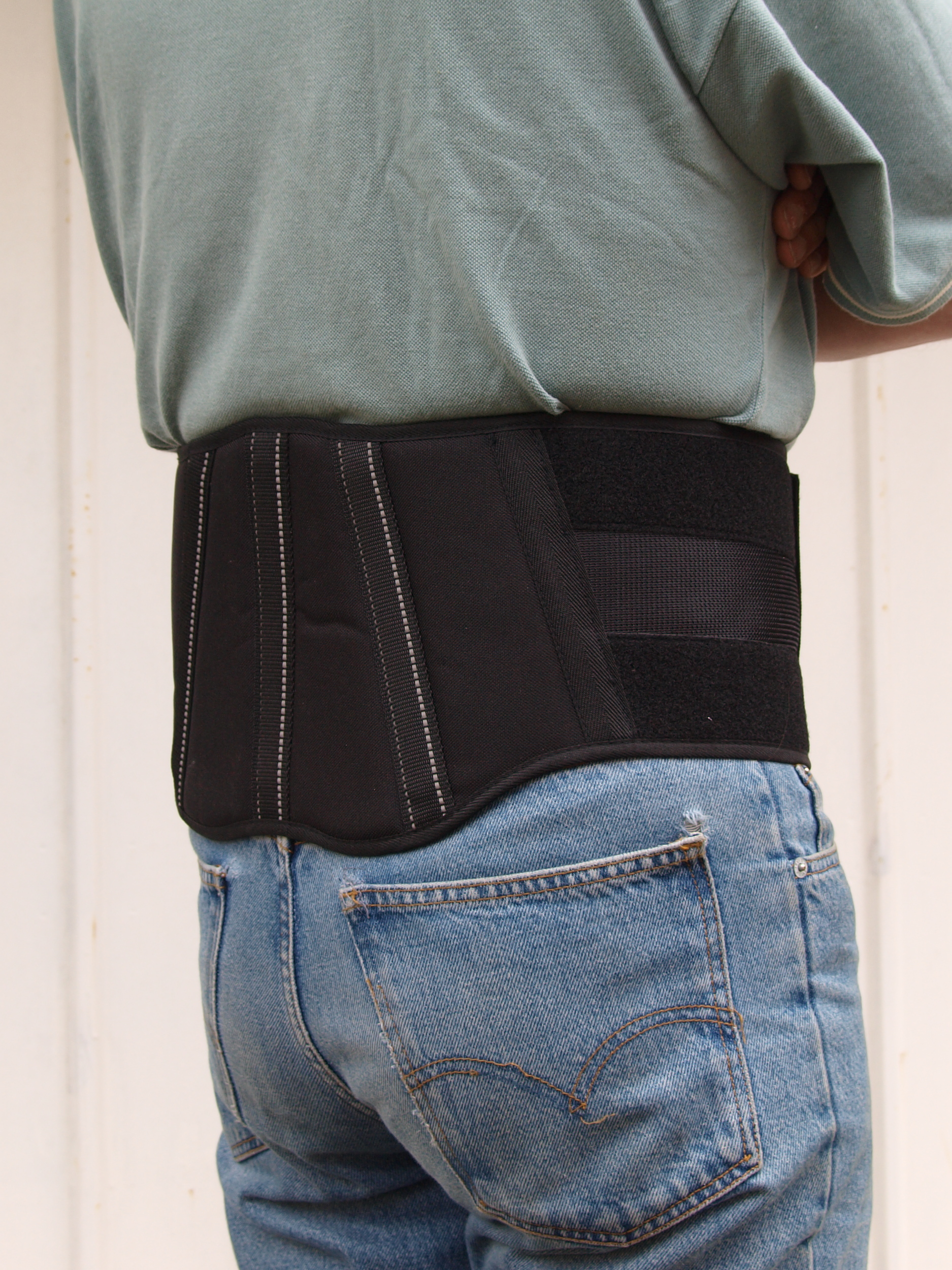
Motorrad-Nierengurt

Der Nierengurt ist ein 15 bis 30 cm breiter elastischer Gurt zum Schutz des menschlichen Körpers vor Auskühlung beim Motorradfahren.
Die Bezeichnung „Nierengurt“ rührt nicht daher, dass die Nieren unterkühlen würden. Der Fahrtwind beim Motorradfahren kann zwar zu einer Unterkühlung der Organe sowie der Muskulatur der Lendenwirbelsäule und dadurch zu Schmerzen durch Verspannung führen; für eine Unterkühlung der Nieren müsste aber die Körperkerntemperatur sehr stark sinken, diese bleibt bei gesunden Menschen jedoch konstant. Vielmehr hat der Nierengurt seinen Namen von der Lage, an welcher Stelle des Körpers er getragen wird.
Darüber hinaus bietet ein Nierengurt eine gewisse Stützfunktion, welche sich eher psychologisch auf den Fahrer auswirkt.
Es gibt verschiedene Ausführungen vom einfachen Standardmodell über gefütterte bis hin zum aufwändigen Modell mit integriertem Protektor. Nierengurte können aus unterschiedlichen Materialien wie: PU-Schaum, Neopren oder neuerdings Phase-Change-Materialien gefertigt sein. Früher übliche Ledergurte sind heute kaum noch gebräuchlich.